# Джуліанн Макнамара
Джуліанн Макнамара  (англ. Julianne McNamara, 11 жовтня 1965) — американська гімнастка, олімпійська медалістка.

## Виступи на Олімпіадах
| Олімпіада         | Дисципліна        | Місце              |
| ----------------- | ----------------- | ------------------ |
| Лос-Анджелес 1984 | абсолютний залік  | 4                  |
| Лос-Анджелес 1984 | командний залік   | 2                  |
| Лос-Анджелес 1984 | вільні врави      | 2                  |
| Лос-Анджелес 1984 | опорний стрибок   | 11T (кваліфікація) |
| Лос-Анджелес 1984 | різновисокі бруси | 1T                 |
| Лос-Анджелес 1984 | колода            | 17T (кваліфікація) |